# Anacamptis lasithica
Anacamptis lasithica là một loài thực vật có hoa trong họ Lan. Loài này được (Renz) H.Kretzschmar, Eccarius & H.Dietr. mô tả khoa học đầu tiên năm 2007.